# 碟龙属
碟龙（属名：Embaphias）是蛇颈龙目已灭绝的一个属，由美国古生物学家爱德华·德林克·科普（Edward Drinker Cope）于1894年首次命名，模式种是环形碟龙（Embaphias circulosus）。该属由于已知材料过少而被后期研究视为疑名。